# حصب الشريخة (المضاربة والعارة)

تعديل مصدري - تعديل

حصب الشريخة هي إحدى قرى عزلة المضاربة بمديرية المضاربة والعارة التابعة لمحافظة لحج، بلغ تعداد سكانها 99 نسمة حسب تعداد اليمن لعام 2004.